# 汪中 (1925年)
汪中（1925年6月10日—2010年4月13日），字履安，號雨盦，亦常自署雨公、愚公等，安徽桐城人。汪氏為台灣書法家、古典詩人、中文學者。畢業於臺灣省立師範學院國文專修科，長年任教於國立臺灣師範大學國文學系。自台灣師大退休後，又應聘為東海大學中國文學研究所講座教授。

## 生平

### 大陸時期
汪中祖籍安徽省桐城縣，古稱龍眠，故常自署為「龍眠汪中」。汪氏生於安慶，其父因居官，晚年寄寓於安徽懷寧縣，便在此落籍。1937年，八年抗戰爆發，舉家遷至桐城，開始隨父執輩楊容甫讀書作文，並向其執楊皐田學詩。1944年，以20歲之齡，才進入桐城縣立中學讀書。抗戰勝利後，又搬回懷寧。1946年，自高中畢業。
1947年8月，汪中考入國立安徽大學中文系，開始受教於潘重規。1949年，國民政府在國共內戰中節節敗退，中國大陸即將失守，其父將汪中託付給叔祖父汪劍飛，經由桂林遷徙至臺灣，暫輟大學學業。

### 遷居台灣
到臺灣之後，在民本廣播電臺擔任編輯，至1950年7月離職，8月後轉學進入臺灣省立師範學院國文專修科，於1952年畢業。當時潘重規剛好任職於臺灣省立師範學院，汪中又繼續受其教導，並受教於溥儒，因為擅長作詩與書法，頗受溥儒賞識，傾囊以授。

### 執教與研究
1953年，汪氏自預備軍官退伍後，開始任教於臺灣省立師範學院附屬中學。
1955年，臺灣省立師範學院改制為臺灣省立師範大學，原任校長劉真續掌校務，潘重規接任國文系主任，汪中乃應聘擔任助教，並兼任秘書。劉真出任臺灣省政府教育廳長後，汪中始免兼秘書。
汪氏在國立臺灣師範大學國文學系，由助教、講師、副教授直至升等為教授，主要開授詩經、樂府詩、專家詩等課程，聲譽遠播，期間並歷任臺灣大學、輔仁大學、淡江大學、文化大學等校中文系兼任教授，也曾擔任韓國忠南大學、外國語大學、高麗大學及香港中文大學新亞研究所客座教授，1990年自國立臺灣師範大學退休後，又轉任東海大學客座教授，任教至1995年退休。
歷年以來，其所指導的博碩士論文有五十餘篇，多以專家詩、專家詞、詩論、詞論、書法為主題。其門生在中文學界任教，卓然出眾者，所在多有，如沈秋雄、陳文華、文幸福、簡錦松、龔鵬程，亦多精擅詩藝。

### 晚年
汪中晚年患有心疾，曾開刀治療後，潛居調養。2010年臺灣師大遴選汪氏為傑出校友，然未及頒贈，即於4月13日凌晨4時許因器官衰竭，病逝於台北市中山醫院。

## 著作

### 論述
- 《書法欣賞》，空中大學，1991年
- 《樂府詩選注》，學海出版社，1979年
- 《杜甫》，河洛出版社，1977年；國家出版社，1982年
- 《新譯宋詞三百首》，三民書局，1977年
- 《樂府古辭鈔》，學海出版社，1974年
- 《清詞金荃》，文史哲出版社，1971年
- 《詩品注》，正中書局，1969年
- 《樂府詩紀》，台灣學生書局，1968年
- 《詩經朱注斠補》，台灣學生書局，1964年

### 詩集
- 《雨盦和陶詩·附儒城雜詩》，華正書局，1986年

### 書法集
- 《太上老君說常清靜經》，汪中書寫，同善藝術文教基金會，2008年
- 《雨盦書札》，鴻展藝術中心，1995年
- 《詩書翰墨香 : 汪雨盦教授書展專輯》，清韻藝術中心，1991年
- 《汪中書法選》，高雄市立中正文化中心管理處，1989年
- 《雨盦書翰集》
- 《汪中書法集》